# S/S Imperator (1897)
Se också S/S Imperator
S/S Imperator var en tysk postångare på rutten Trelleborg-Sassnitz för Reederei J.F. Braeunlich och senare för Steetiner Dampfschiffs Gesellschaft. Hon byggdes 1897 på Stettins skeppsvarv.
S/S Imperator var postångare 1897-1908 på rutten Trelleborg-Sassnitz och därefter seglade hon mellan Stettin och Rügen. Under första världskriget var S/S Imperator lasarettsfartyg för Kejserliga Tyska marinen. Hon hade plats för 156 sjuksängar och hade ett 26 man stort vårdteam. Som sådant seglade hon mellan Sassnitz och Helsingör. Hon fraktade sjuka ryska krigsfångar inom ett utväxlingsavtal om krigsfångar mellan å ena sidan Ryssland och å andra sidan Tyskland och Österrike-Ungern. 
Den första transporten från Sassnitz till Helsingör skedde 1917, då Imperator lade till i Helsingörs hamn den 1 maj med 150 ryska krigsfångar, varav 24 officerare och 136 meniga. Den sista fångtransporten ankom till Helsingör den 21 december 1917. Imperator transporterade sammanlagt över 2.300 ryska krigsfångar till Danmark.
Efter Tysklands nederlag i första världskriget överlämnades Imperator till Frankrike som krigsskadestånd. Hon seglade under fransk flagg under namnet Welcome med Cherbourg som hemmahamn fram till 1935, varefter hon höggs upp.